# Leksmyrstjärnen
Leksmyrstjärnen är en sjö i Mora kommun i Dalarna och ingår i Dalälvens huvudavrinningsområde. Sjön har en area på 0,0589 kvadratkilometer och ligger 283 meter över havet. Sjön avvattnas av vattendraget Åmbergsån.

## Delavrinningsområde
Leksmyrstjärnen ingår i det delavrinningsområde (675817-142047) som SMHI kallar för Mynnar i Ryssjön. Medelhöjden är 309 meter över havet och ytan är 12,46 kvadratkilometer. Det finns inga avrinningsområden uppströms utan avrinningsområdet är högsta punkten. Åmbergsån som avvattnar avrinningsområdet har biflödesordning 3, vilket innebär att vattnet flödar genom totalt 3 vattendrag innan det når havet efter 330 kilometer. Avrinningsområdet består mestadels av skog (76 procent) och sankmarker (15 procent). Avrinningsområdet har 0,06 kvadratkilometer vattenytor vilket ger det en sjöprocent på 0,5 procent.